# 諾茨維爾 (肯塔基州)
諾茨維爾（英語：Knottsville）是位於美國肯塔基州戴維斯縣的一個人口普查指定地區。

## 人口
根據2020年美國人口普查的數據，諾茨維爾的面積為1.81平方千米，當中陸地面積為1.79平方千米，而水域面積為0.02平方千米。當地共有人口183人，而人口密度為每平方千米101.1人。